# Marguerite Alibert
Marguerite Marie Alibert (París, 9 de diciembre de 1890 – París, 2 de enero de 1971), también conocida como Maggie Meller, Marguerite Laurent, y Princesa Fahmy, fue una socialité francesa. Comenzó su carrera como prostituta y cortesana en París, y entre 1917 y 1918, tuvo una aventura con el príncipe de Gales (más tarde Eduardo VIII). Después de su matrimonio con el aristócrata egipcio Ali Kamel Fahmy Bey, los medios de la época comenzaron a llamarla princesa. En 1923, asesinó a su marido en el Hotel Savoy de Londres. Finalmente, fue absuelta del cargo de asesinato después de un muy mediático juicio en Old Bailey.

## Biografía
Nació el 9 de diciembre de 1890 en París, hija de Firmin Alibert, un cochero, y de Marie Aurand, una ama de llaves. A los 16 años, dio a luz a una hija de nombre Raymonde. Durante los siguientes ocho a diez años, vivió una vida nómada hasta que conoció a Mme Denant, quien dirigía un burdel que atendía clientela de la alta sociedad. Bajo la tutela de Denant, Alibert se convirtió en una prostituta de lujo. Posteriormente, mantuvo varias relaciones muy notables.

### Eduardo, príncipe de Gales
Conoció a Eduardo, Príncipe de Gales en abril de 1917 en el Hotel de Crillon, en París. En ese momento, Eduardo se encontraba en Francia como oficial de la Guardia de Granaderos en el Frente Occidental durante la Primera Guerra Mundial. Eduardo se enamoró de ella y durante su relación, le escribió muchas cartas. Aunque la relación fue intensa mientras duró, al final de la contienda, Eduardo había terminado la relación.

### Ali Fahmy Bey
Ali Fahmy Bey se enamoró de Alibert cuando la conoció por primera vez en Egipto mientras acompañaba a un hombre de negocios. La volvió a ver varias veces en París y finalmente se presentaron formalmente en julio de 1922. Después de esa reunión, emprendieron un recorrido por los establecimientos de juegos y entretenimiento en Deauville, Biarritz y París. Fahmy regresó a Egipto, pero poco después la invitó al país, fingiendo estar enfermo y diciéndole que no podía vivir sin ella. Se casaron en diciembre de 1922 y celebraron una boda islámica formal en enero de 1923.

#### Asesinato de Ali Fahmy
El 1 de julio de 1923, la pareja llegó a Londres para unas vacaciones. Se alojaron en el Hotel Savoy con su séquito compuesto por una secretaria, un valet y una criada. El 9 de julio, la pareja y la secretaria fueron a ver la opereta The Merry Widow. Al regresar al hotel, cenaron tarde y comenzaron una de sus frecuentes discusiones. A las 2:30 a.m. del 10 de julio, Alibert le disparó a su esposo repetidamente por la espalda, alcanzándolo en cuello, espalda y cabeza. Utilizó una pistola semi automática calibre 32. La víctima fue trasladada al Hospital Charing Cross, donde murió de sus heridas aproximadamente una hora después.

#### Juicio
El juicio comenzó el lunes 10 de septiembre de 1923, con muchas personas haciendo cola para entrar, incluidos algunos que habían esperado desde antes del amanecer. El juicio duró hasta el sábado 15 de septiembre. Durante el proceso, Alibert se presentó como víctima de la «brutalidad y bestialidad» de su «marido oriental». Fue defendida por Edward Marshall Hall, uno de los abogados británicos más famosos de la época. El juez de primera instancia desestimó cualquier mención de su pasado como cortesana, asegurándose que el nombre del Príncipe de Gales nunca se mencionara como parte de las pruebas durante el juicio. Al mismo tiempo, Fahmy fue descrito como «un monstruo de la depravación y la decadencia oriental, cuyos gustos sexuales eran indicativos de un sadismo amoral hacia su indefensa esposa europea». Fue absuelta de todos los cargos.

#### Después del juicio
Tras el juicio, Alibert demandó a la familia de su difunto esposo con el objetivo de reclamar sus bienes. Un tribunal en Egipto rechazó el veredicto del Old Bailey y desestimó su demanda. Vivió en un apartamento frente al Ritz de París hasta el final de su vida.

## En la cultura popular

### Libros
El asesinato del esposo de Alibert fue el tema central del libro de 1991, Scandal at the Savoy, escrito por el juez e historiador Andrew Rose. En el libro de 2013 El principe, la princesa y el asesinato perfecto, Andrew Rose reveló— con ayuda del nieto de Alibert— que su absolución de los cargos de asesinar a su esposo formaba parte de un acuerdo para devolverle las cartas de amor del Príncipe de Gales y una garantía por parte de Alibert de que el nombre de Eduardo no sería mencionado en el tribunal. Rose declaró: «En realidad este fue un juicio espectáculo, las autoridades querían que Marguerite fuera absuelta. Una condena por asesinato habría sido catastrófica para la corona».
La historia de Alibert se relata en la novela debut de Sally Page de 2022, The Keeper of Stories, tal como la narra el personaje de la Sra. B., una ex espía, a la guardiana de las historias, su limpiadora, Janice; Alibert recibe el alias de Becky. Esto se aclara en la nota del autor que se encuentra en la página 375 de la versión en rústica.

### Televisión
En 2013, Channel 4 emitió el documental La amante asesina de Eduardo VIII: ¿Hubo un encubrimiento de la aventura de Eduardo VIII con una asesina?
En noviembre de 2024, el mismo canal transmitió una historia de Royal Scandals titulado Crime en el que Suzannah Lipscomb habló sobre la relación de Alibert con Eduardo, Príncipe de Gales, su juicio por el tiroteo de su esposo Ali Fahmy, y la influencia de las autoridades para garantizar la absolución de Alibert.

### Radio
El juicio de Marguerite Alibert por el asesinato de Ali Fahmy Bey se presentó en un episodio de 2023 de la serie de la BBC Radio 4 Lucy Worsley's Lady Killers.